# 皮德利西
51°8′2″N 25°14′41″E / 51.13389°N 25.24472°E
皮德利西（烏克蘭語：Підліси），是烏克蘭的村落，位於該國西部沃倫州，由科韋利區負責管轄，始建於1564年，面積0.65平方公里，海拔高度178米，2001年人口240，人口密度每平方公里368.66人。